# Reeperbahn

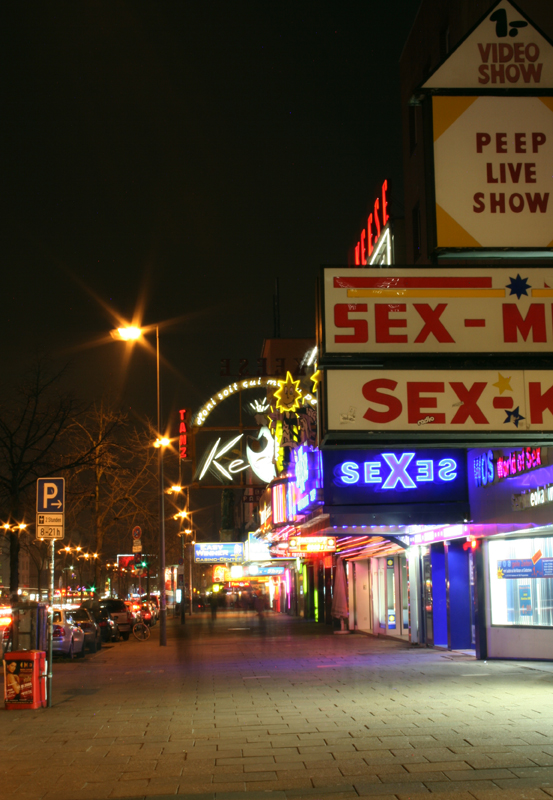
Reeperbahn en el año 2006.

Reeperbahn es una calle en el barrio de Sankt Pauli en el distrito Hamburg-Mitte en Hamburgo, uno de los centros de la vida nocturna de la ciudad y su barrio rojo.
En alemán le llaman die sündige Meile (la milla del pecado), por sus numerosas discotecas y bares. Debido a esto, el 2 de septiembre de 2017 Estado Islámico planeó nuevos atentados contra Europa mostrando unas imágenes con Reeperbahn, además de mostrar también una imagen de las Torres Kio.

## Nombre

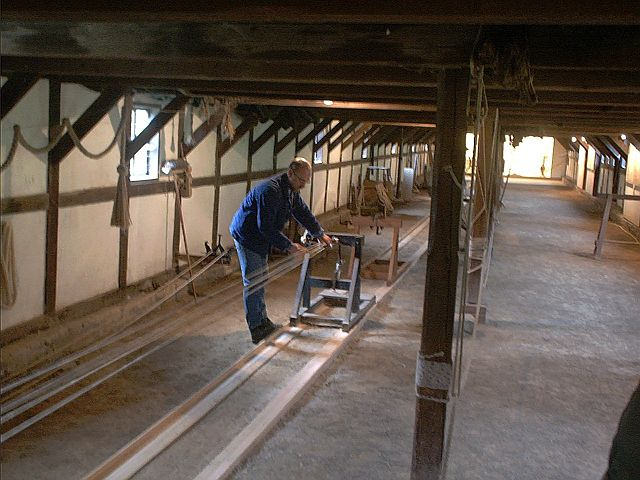
Hombre haciendo una cuerda, razón del nombre de la calle en alemán

El nombre Reeperbahn viene de la palabra en Bajo Alemán (Plattdeutsch) que significa "calle de los cordeleros"; en los siglos XVII y XVIII la calle era importante porque producía sogas y maromas para el puerto de la ciudad.

## La calle y sus calles aledañas
En la calle hay restaurantes, clubes nocturnos, discotecas y bares. También hay clubes de estriptis, sex shops, burdeles y un museo del sexo. El teatro de musicales Operettenhaus también está en la calle Reeperbahn, y durante muchos años presentó la obra musical Cats, después de esa Mamma mia!, un musical de ABBA y ahora Ich war noch niemals in New York, que presenta los éxitos del cantautor austriaco Udo Jürgens.
Hay otros teatros en Reeperbahn (Teatros St. Pauli, Imperial, Schmidts Tivili) y muchos cabarets.

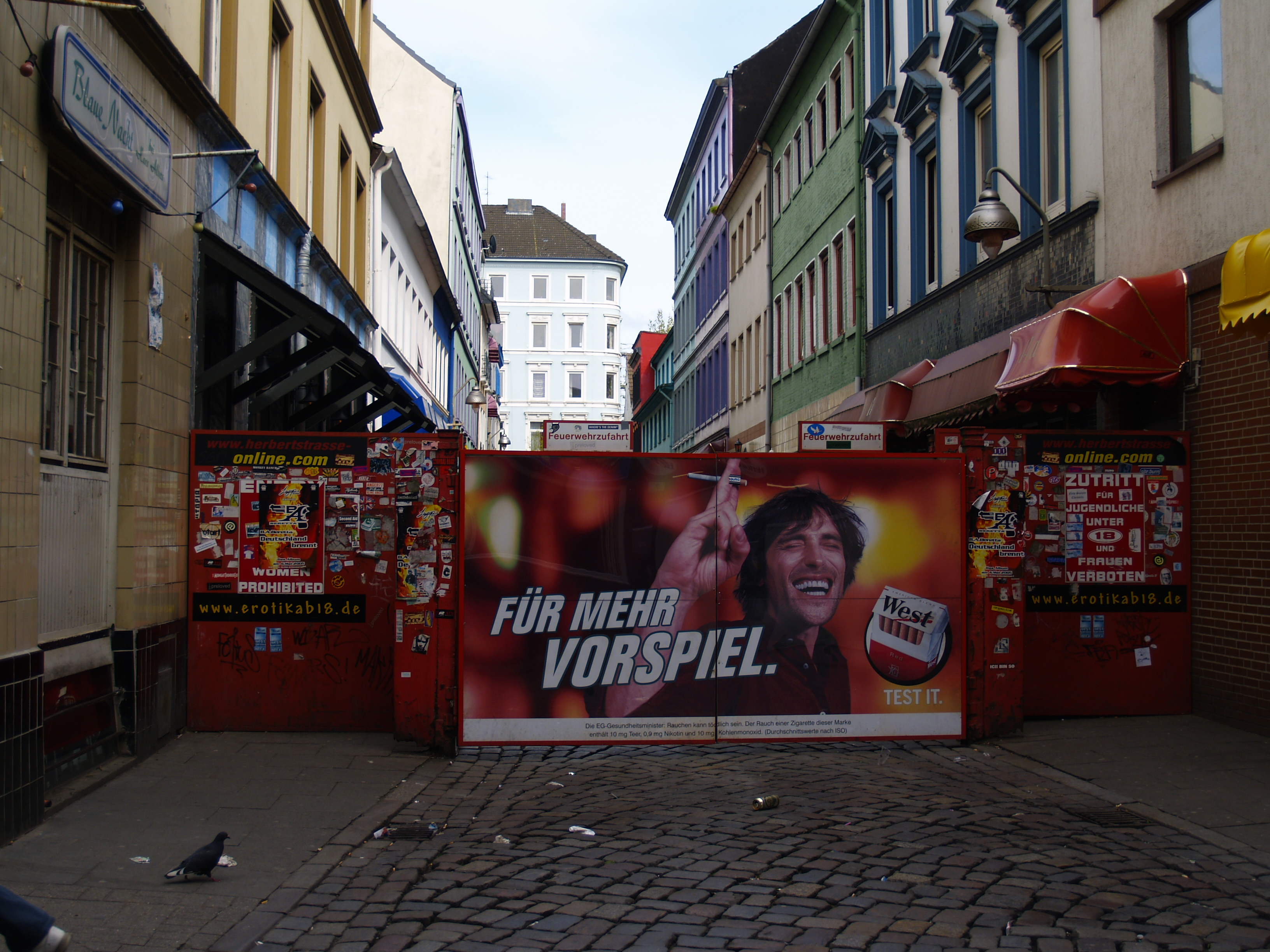
Entrada a Herbertstraße, a la derecha un letrero dice: "Prohibido el ingreso a menores de 18 años y mujeres", el comercial de cigarrillos dice: "Para más juegos sexuales".

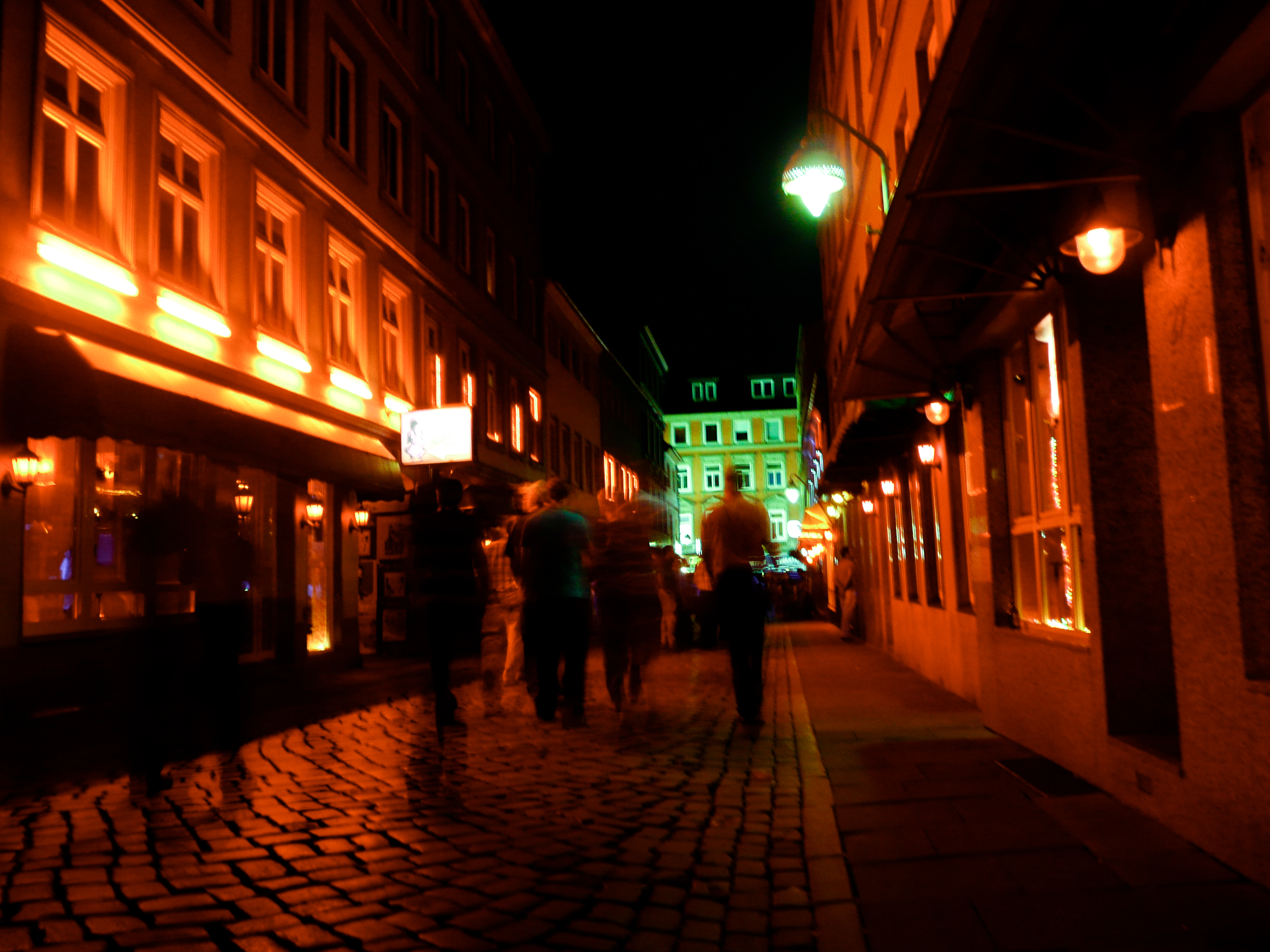
Interior de la calle Herbertstraße.

Un famoso lugar es la Davidwache, una estación de policía ubicada al sur de Reeperbahn en el paseo peatonal Davidstraße. En Davidstraße la prostitución callejera es legal en ciertos horarios del día. Herbertstraße, una corta calle aledaña de Davidstraße, tiene prostitutas en vitrinas en espera de clientes. Desde 1933, se ponen grandes pantallas para bloquear la vista hacia Herbertstraße desde las calles cercanas. Desde los años 1970 hay señales que dicen que prohíben la entrada a los menores de 18 años y mujeres; sin embargo, técnicamente es una calle pública en la que cualquiera puede pasar.
Große Freiheit ("Gran Libertad") es una calle peatonal en el lado norte con bares, clubes y una iglesia católica. Antiguamente había muchos teatros sexuales (Salambo, Regina, Colibri, Safari) que presentaban espectáculos de sexo en vivo en el escenario. En 2007, el Safari era el único teatro que presentaba sexo en vivo en Alemania. El popular club de estriptis Dollhouse ocupa el lugar del Salambo. El Hotel Luxor, el burdel más antiguo de Hamburgo que operó continuamente durante 60 años, fue clausurado en 2008. La calle recibe su nombre porque era el único lugar en que se le permitía a los católicos practicar su fe, cuando este distrito aún no pertenecía a Hamburgo. En 1967, el burdel más grande de Europa en aquel momento, el Eros Center de seis pisos, fue inaugurado en Reeperbahn. Lo cerraron a finales de los años 80 en medio del temor al sida.
En un juicio entre 2006/2007, diez miembros de la "Banda Marek", que controlaban burdeles en Reeperbahn y alrededores, fueron acusados de Proxenetismo; los hombres comenzaban relaciones con mujeres jóvenes en discotecas para después hacerlas trabajar en sus burdeles, algo ilegal si la mujer tiene menos de 21 años; algunos incluso abusaban de sus mujeres.
Debido a problemas con la prostitución y la alta tasa de criminalidad, el Senado de Hamburgo autorizó en el año 2007 una prohibición de portar armas en la zona de Reeperbahn. Antes Hansaplatz era el único lugar con dicha prohibición.
La Sociedad de Preservación de St. Pauli rechazó el continuo "aburguesamiento" de la zona. Muchos culpaban al declive de los negocios de la prostitución y películas pornográficas, a las discotecas y bares baratos que atraen clientes adolescentes.

## Los Beatles
A principios de los años 1960, Los Beatles (que aún no eran famosos) tocaron en muchos clubes del Reeperbahn, incluyendo el Star-Club, Kaiserkeller, Top Ten y el Indra.
Las historias sobre el comportamiento de la banda, dentro y fuera del escenario, son legendarias; algunas de estas son ciertas (como cuando John Lennon tocó una canción en calzoncillos, mientras George Harrison le seguía el ritmo usando una tapa de baño como collar); otras son exageradas (como que orinaron en un callejón mientras pasaban unas monjas).
Famoso es lo que dijo John Lenon: "tal vez nací en Liverpool- pero maduré en Hamburgo". En recuerdo de este momento se construyó la Beatles-Platz en el cruce entre Reeperbahn y Große Freiheit.